# Самойлович, Григорий Иванович
Григорий Иванович Самойлович (укр. Григорій Самойлович; ? — 11 ноября 1687, Севск) — черниговский полковник Войска Запорожского, был казнён по доносу за измену и «воровские, затейные и непристойные слова».

## Биография
Григорий был средним сыном в семье будущего гетмана Украины Ивана Самойловича, мать — Мария Ивановна Голуб — дочь шляхтича из Красного Колядина.
Его отец заботился о карьере и благосостоянии своих сыновей, которые служили в казацком войске. Григорий получил должность Черниговского полковника в 1685 году, а также значительные имения — городок Любеч и около полусотни сел и хуторов на Левобережье. Сыновья гетмана вели хозяйство и имели от него значительные прибыли. Царское правительство не мешало раздаче гетманом должностей и имений его сыновьям, хотя казацкая старшина выказывала неудовольствия на такие действтия гетмана.
В январе 1686 года Иван Самойлович отправил генерального есаула Ивана Мазепу и своего сына Григория к московскому царю и князю Голицыну. Целью посольства было убедить Москву в нецелесообразности заключения мирного договора с Польшей. Однако гетманские послы не смогли остановить процесс установления сотрудничества между Московским государством и Польшей; 26 апреля 1686 года в Москве был подписан «Вечный мир», в котором лишь частично были учтены интересы Гетманщины. Попытки Самойловича, препятствовать заключению мира, вызвали недовольство у князя Голицына и русских вельмож из его окружения.
Григорий Самойлович некоторое время жил в Москве «при его царском величестве в премногой милости». Во время похода 1687 года командовал отдельным отрядом из 4 казацких и 4 охотных полков.
В мае 1687 года русские войска во главе с князем Василием Голицыным собрались под Полтавой. На реке Самаре войско князя Василия Голицына соединилось с войском гетмана Ивана Самойловича. В середине июня 1687 года в 100 верстах от Перекопа крымские татары подожгли степь. 15 июня 1687 года из-за невозможности обеспечить войско водой и продовольствием князь Василий Голицын принял решение об отходе. Войско во главе с окольничим Леонтием Романовичем Неплюевым и полковником Григорием Самойловичем (15 000 солдат и рейтар, 15 000 малороссийских казаков) направилось к Днепру, к турецкой крепости Кызы-Кермень, где соединилось с отрядом генерала Григория Касагова; 14 августа армия князя Василия Голицына была вынуждена вернуться к Полтаве.
В ночь на 23 июля 1687 года ставку его отца Ивана Самойловича окружили русские полки. После утренней молитвы в походной церкви гетмана арестовали и вместе с его сыном Яковом привезли к князю Голицыну, в ставке которого собрались русские бояре, генералы и полковники. Иван Самойлович был обвинен в измене — якобы отдаче приказа поджечь степь. Голицын объявил об отстранении Ивана Самойловича от гетманства и выборах нового гетмана. Старшины передали князю гетманские символы власти — бунчук и булаву. Вскоре воевода Леонтий Неплюев арестовал в Кодаке Григория Самойловича и привез в ставку Голицына. При этом Неплюев отобрал у полковника имущество, ценности и деньги и присвоил их.
После низложения его отца Григорий был 4 августа 1687 года взят под караул, лишен знаков достоинства и отправлен в Севск. Основанием для обвинения его послужили письма гадяцкого полковника Михаила Васильева, в которых были написаны разные непристойные слова, якобы сказанные Григорием Васильеву. 11 октября начался допрос обоих с пыткой, по окончании которого 24 октября было постановлено:
Великие государи, цари и великие князи Иоанн Алексеевич, Петр Алексеевич, и великая государыня, благоверная царевна и великая княжна Софья Алексеевна, всея великия, и малыя и белыя России самодержцы, слушав сего розыску в комнате, с комнатными боярами, указали и бояре приговорили: Гришку Самойлова за его воровские, затейные и непристойные слова, о которых его воровских словах и о письме его руки, в котором он те непристойные и воровские, затейные свои слова говорил и написал, им, великим государям, известно и в розыске в том он, Гришка, винился, и то его Гришкино воровское вышеупомянутое письмо поднесено им, великим государям, того ж числа и оставлено в хоромах; тако ж за его измену, как он, будучи в Запорогах, хотел и умышлял им, великим государям, изменить, в чем на него писал в большой полк к ближнему боярину, и оберегателю и дворовому воеводе, ко князю Василию Васильевичу Голицыну, с товарищи из Запорогов товарищ его, окольничий и воевода, Леонтий Романович Неплюев, с товарищи, и что из Запорогов он Гришка, забунтовав, ушел с ратными людьми своевольством своим к Кодаку, без великих государей указу, и у того розыску в том он, Гришка, винился ж, а сказал, что наговаривал де его и приводил к той измене бывший прилуцкий полковник Лазарка Горленок, а он будто к тому воровству и к измене приставать не хотел, и потому по всему знатно, что и он, Гришка, мыслил о том с ним, Лазарком, обще, а если б его умыслу в том не было, и он бы из Запорогов прибежал сам, известясь о том, или б отписал в полки к ближнему боярину, и оберегателю и большого полку к дворовому воеводе, ко князю Василию Васильевичу с товарищи, или б сказал о том в Запорогах окольничему и воеводе Леонтию Романовичу с товарищи, — казнить смертью. А жене его дать свободу и жить ей в малороссийских городах, в которых пристойно, по гетманскому усмотрению, и дать ей на прожиток из его, Гришкиных, пожитков двести рублей денег, да из платья её камчатые, и атласные, и суконное теплое белье и лисьи и холодные платна, кроме золотных, и бархатных, собольих и холодных платен; а белое всякое платье, также и Гришкино платье, которое есть на нем ныне в Севске, отдать всей ей. […] Думной дьяк Емельян Украинцов.
Приговор был исполнен 11 ноября 1687 года в Севске, причём для большей мучительности казни Григорию отрубили голову не сразу, а в три приёма. В Москве была получена отписка Неплюева, в которой он писал: « …и по вашему, великих государей, указу Гришке Самойлову у казни его воровские, затейные и непристойные слова и измена сказана и казнен смертью, отсечена голова, ноября в 11 числе нынешнего 196 г. (1687), а у казни был солдатского строя полковник Тимофей Фандервидин».
Расправа была учинена над всей семьёй Самойловичей — его отца сослали в Сибирь — в Тобольск, а брата Якова с женой — в Енисейск (потом перевели в Тобольск), мать Григория отправили на постоянное проживание в городок Седнев на Черниговщине к её младшей дочери Анастасии.

## Семья
Жена — дочь гетмана Ивана Брюховецкого.